# Emmanuel Gil
Emmanuel Gil Tapia (ur. 16 sierpnia 1986 w Ciudad Obregón) – meksykański piłkarz występujący na pozycji prawego pomocnika.

## Kariera klubowa
Gil rozpoczynał swoją piłkarską karierę w trzecioligowej drużynie Albinegros de Orizaba, której barwy reprezentował bez większych sukcesów przez kolejne dwa lata. W połowie 2009 roku dzięki wykupieniu licencji klubu Tiburones Rojos de Coatzacoalcos jego ekipa awansowała do drugiej ligi, gdzie spędził następne dwa sezony jako podstawowy zawodnik, po czym przeniósł się do ekipy CF La Piedad, któremu władze Albinegros sprzedały swoją licencję. Od razu wywalczył sobie pewne miejsce w wyjściowym składzie i w jesiennym sezonie Apertura 2011 dotarł z nim do finału Liga de Ascenso, zaś rok później, podczas sezonu Apertura 2012 triumfował z La Piedad w rozgrywkach drugiej ligi, co na koniec rozgrywek 2012/2013 zaowocowało awansem drużyny do najwyższej klasy rozgrywkowej. On sam przeniósł się wówczas do ekipy Tiburones Rojos de Veracruz, która bezpośrednio po awansie La Piedad wykupiła licencję jego zespołu. W Liga MX zadebiutował 20 lipca 2013 w zremisowanym 2:2 spotkaniu z Chiapas, ogółem w Veracruz występując przez dwa lata – pierwszy rok jako podstawowy piłkarz, po czym został relegowany do roli rezerwowego.
Latem 2015 Gil został wypożyczony do ekipy Puebla FC, gdzie spędził kolejne pół roku, jednak nie potrafił przebić się do pierwszej drużyny i nie zanotował żadnego ligowego występu. Bezpośrednio po tym udał się na wypożyczenie po raz kolejny, tym razem do drugoligowego zespołu Cafetaleros de Tapachula.
| Sezon     | Klub                        | Kraj   | Rozgrywki        | Mecze | Bramki |
| --------- | --------------------------- | ------ | ---------------- | ----- | ------ |
| 2007/2008 | Albinegros de Orizaba       | Meksyk | Segunda División | 22    | 5      |
| 2008/2009 | Albinegros de Orizaba       | Meksyk | Segunda División | 17    | 4      |
| 2009/2010 | Albinegros de Orizaba       | Meksyk | Ascenso MX       | 27    | 0      |
| 2010/2011 | Albinegros de Orizaba       | Meksyk | Ascenso MX       | 35    | 0      |
| 2011/2012 | CF La Piedad                | Meksyk | Ascenso MX       | 33    | 2      |
| 2012/2013 | CF La Piedad                | Meksyk | Ascenso MX       | 36    | 1      |
| 2013/2014 | Tiburones Rojos de Veracruz | Meksyk | Liga MX          | 22    | 0      |
| 2014/2015 | Tiburones Rojos de Veracruz | Meksyk | Liga MX          | 7     | 0      |
| 2015/2016 | Puebla FC                   | Meksyk | Liga MX          | 0     | 0      |
| 2015/2016 | Cafetaleros de Tapachula    | Meksyk | Ascenso MX       |       |        |